# Chatanžský záliv

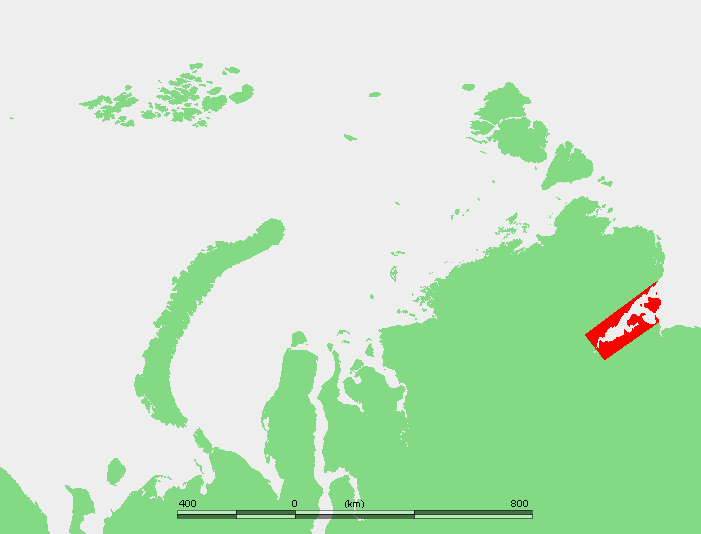
Chatanžský záliv

Chatanžský záliv (rusky Хатангский залив), je hluboký záliv v jihozápadní části moře Laptěvů mezi poloostrovem Tajmyr a asijskou pevninou. Délka zálivu je více než 200 kilometrů, největší šířka je více než 50 km.
Ostrov Bolšoj Begičev rozděluje záliv na dvě úžiny: Severní průliv (13 km široký) a Východní průliv (8 km široký). Největší hloubka je 29 metrů. Břehy zálivu jsou vysoké, strmé a členité. Výška přílivu a odlivu je asi 1,4 m. Záliv je po většinu roku pokryt ledem. Většina zálivu patří do Krasnojarského kraje, menší část do Sachy.
Do zálivu se vlévá mnoho velkých řek: Chatanga, Velká Balachňa, Tikjan-Jurach, Semjeriskjaj, Sanga-Jurjach, Nová řeka, Podkamenka a další.
V šelfové části zálivu byly objeveny velké zásoby ropy, které jsou součástí ropného pole East Taimyr.
Na pobřeží zálivu je obec Koževnikovo.